# Fiódor Apraksin
Fiódor Matveevich Apraksin (também Apraxin, em russo:  Фёдор Матвеевич Апраксин) (7 de dezembro de 1661 – Moscou, 21 de novembro de 1728) foi um dos primeiros almirantes russos que governou a Estônia e a Carélia de 1712 até 1723, almirante-general (1708), primeiro Presidente do Conselho do Almirantado do Império Russo a partir de 1718 e comandante da Frota do Báltico a partir de 1723.

## Atividade na construção naval
Os irmãos Apraksin foram lançados à fama após o casamento de sua irmã Marfa com o tsar Teodoro III da Rússia em 1681. Fiódor começou a servir seu cunhado, com a idade de dez anos, como um stolnik (responsável por servir à mesa real). Após a morte de Teodoro, serviu ainda por algum tempo o tsar Pedro na mesma função. Participou das diversões militares do jovem tsar e ajudou a construir uma flotilha de brinquedo para ele. As brincadeiras juvenis dos dois rapazes resultaram em uma longa amizade.
Em 1692 Apraksin foi nomeado governador de Arcangel, o porto comercial mais importante da Rússia na época, e construiu navios capazes de enfrentar tempestades, para grande deleite do tsar. Enquanto viveu ali, Apraksin encomendou uma das primeiras embarcações comerciais russas a ser construída e navegar para o exterior. Em 1697 foi encarregado das principais atividades de construção naval em Voronej, onde supervisionou a construção da primeira frota russa. Adquiriu seu posto de coronel no cerco de Azov (1696). Foi nomeado o primeiro governador russo de Azove em 1700. Enquanto Pedro combatia Carlos XII da Suécia, Apraksin construía frotas, fortalezas e portos no sul da Rússia, nomeadamente Taganrog. Em 1700 foi nomeado também chefe do almirantado, em cujo posto (de 1700 a 1706) sua habilidade técnica incomum foi de grande utilidade.

## Grande Guerra do Norte

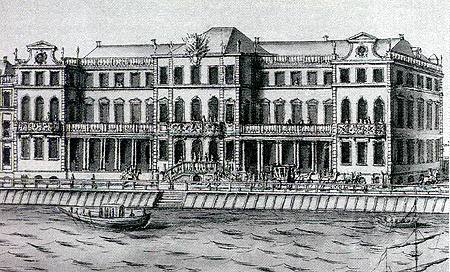
O Palácio de Apraksin.

Tendo pacificado os rebeldes de Astracã, Apraksin foi chamado de volta a Moscou, onde ficou encarregado de cuidar da Casa da Moeda e do arsenal militar. Em 1707, foi nomeado presidente do Almirantado russo. No ano seguinte, foi nomeado comandante-em-chefe na Íngria, para defender a nova capital São Petersburgo contra os suecos, a quem derrotou. Em 25 de fevereiro de 1710, aos 48 anos, tornou-se o terceiro russo a ser elevado à dignidade de Conde. Em março de 1710 ele estava no comando do cerco de Viburgo. Tomando esta fortaleza sueca em junho, ele foi investido com a Ordem de Santo André e nomeado governador das províncias conquistadas (Estônia, Íngria e Carélia).
Apraksin ocupou o comando principal no mar Negro durante a campanha do rio Pruth (1711). Comandou a Marinha Imperial Russa na tomada de Helsinque (1713) — ajudando materialmente a conquista da Finlândia por suas operações do lado do mar — e na grande Batalha de Gangut (1714). Nesse mesmo ano, ele ajudou o tsar na abertura de um novo porto naval em Reval (atual Tallinn, Estônia). Anteriormente, em 1712, ele manteve negociações com a Turquia, que terminou com a destruição de Taganrog e a rendição de Azove aos otomanos.
De 1710 a 1720 ele conduziu pessoalmente os ataques sobre a Suécia, devastando aquele país impiedosamente, e assim forçando a assinatura do Tratado de Nystad, pela qual a Suécia entregou a melhor parte de suas províncias bálticas à Rússia. Por esses grandes serviços ele foi feito senador e Almirante-geral do Império.

## Últimos anos

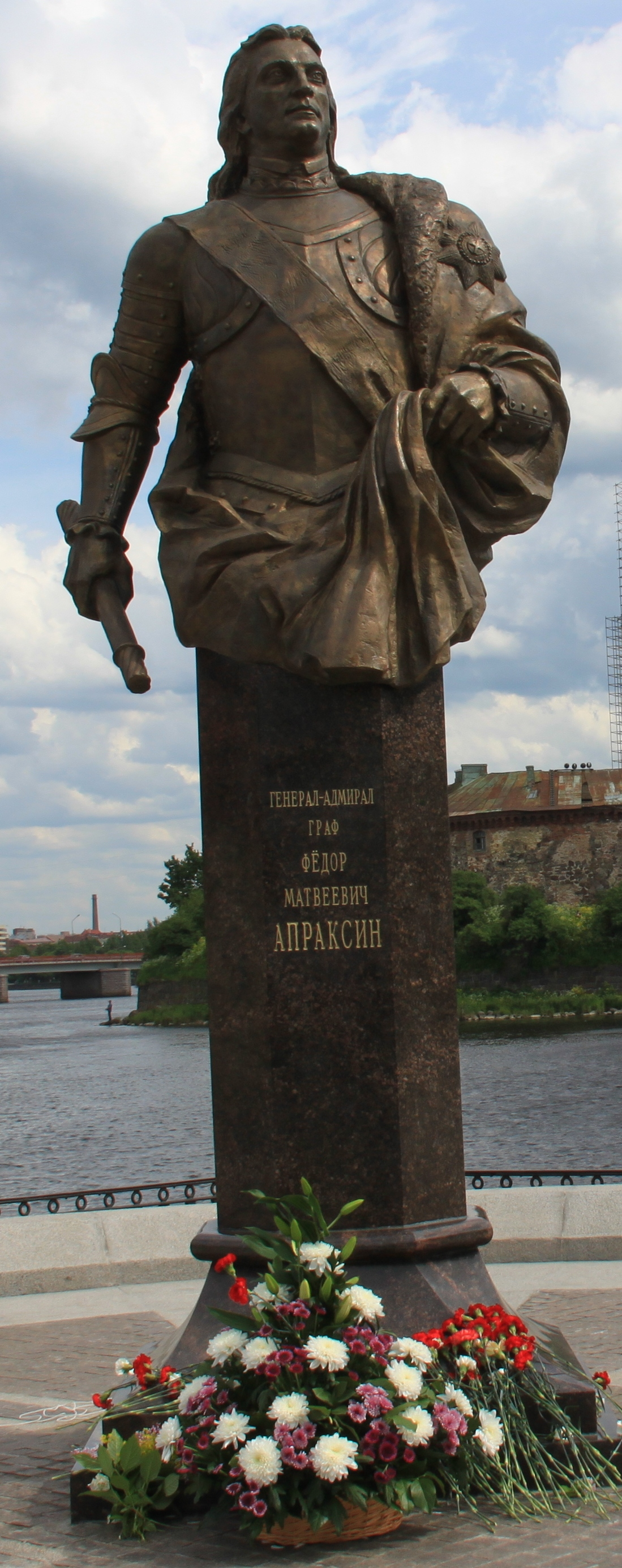
Monumento a Fiódor Apraksin em Viburgo.

Em 1715, Apraksin teve sua relação com o tsar abalada, pois o mesmo havia sido informado sobre desordens e corrupção no Almirantado. Após breve investigação, Apraksin foi multado e enviado para governar a Estônia. Em 1719, liderou a expedição naval russa no Golfo de Bótnia. Durante a Guerra russo-persa de 1722 Apraksin escapou por pouco de uma tentativa de assassinato por um checheno.
Considerando que seu irmão mais velho Pedro Apraksin (governador de Astracã) foi acusado de simpatizar com Alexei Petrovich, Fiódor estava ansioso para demonstrar seu zelo em perseguir o tsarevich, como fez o conde Pyotr Andreyevich Tolstoy, (1645-1729).
Após a morte de Pedro I, em 1725, sua esposa Catarina concedeu ao adoentado almirante a Ordem de Santo Alexandre Nevsky e nomeou-o para o Conselho Privado Supremo, uma exigência dos grandes boiardos da Rússia liderados pelo influente e vindo de uma família poderosa, o príncipe Dmitry Galitzine, (1665-1737), embaixador na Turquia e na Polônia.
Estes "seis dignitários supremos" que constituíam o inicial Conselho Privado Supremo, ou seja, Alexandre Danilovitch Menchikov, Fiódor Apraksin, Gavriil Golovkin, Andrey Osterman, Pyotr Andreyevich Tolstoy, e Dmitri Mikhailovitch Golitzin conseguiram o reconhecimento da imperatriz russa Ana Ivanovna como sucessora do infeliz jovem tsar Pedro II falecido em 1730 aos 15 anos e apenas três anos como tsar.
Depois que a imperatriz Ana Ivanovna foi coroada, ela começou a governar de forma absolutista, e condenou Dmitri Golitzin à morte, mas sua sentença depois foi comutada para exílio.
A última expedição de Apraksin foi a Tallinn em 1726, para proteger a cidade de um provável ataque do governo inglês, visto que as relações com a Rússia no início do reinado de Catarina I eram tensas.
Embora frequentemente ameaçado com terríveis penalidades por Pedro, o Grande, em razão de seu vício incurável de peculato, Apraksin, entretanto, conseguiu salvar sua cabeça, mas não seu bolso, principalmente através da mediação da imperatriz, pessoa de boa índole, nascida na Suécia, considerada esposa legal e mais tarde esposa formal de Pedro I, Catarina I, governou apenas como Imperatriz da Rússia de 1725 a 1727.
Ela permaneceu amiga de Apraksin até o fim, provavelmente em agradecimento por ele ter se empenhado em colocá-la no trono após a morte de Pedro.

## Legado
De acordo com Robert Nisbet Bain, Apraksin foi o mais genial e bondoso de todos os tutelados de Pedro. Diz-se que nunca fez um inimigo. Morreu em 10 de novembro de 1728, aos 67 anos, sendo enterrado na sepultura da família no mosteiro Crisóstomo de Moscou, onde o seu túmulo foi destruído pelos comunistas na década de 1930.